# Groupe B du Championnat d'Europe de basket-ball 2013
Les rencontres du Groupe B du Championnat d'Europe de basket-ball 2013 se déroulent entre le 4 et le 9 septembre 2013, au Dvorana Podmežakla de Jesenice en Slovénie.
Le groupe est composé des équipes nationales suivantes : Lituanie (5e nation mondiale au classement de la FIBA), Serbie (12e mondiale), Macédoine (34e mondiale), Lettonie (39e mondiale), Bosnie-Herzégovine (50e mondiale) et Monténégro (77e mondiale). Les trois premières équipes sont qualifiées pour le second tour (dans le groupe E en compagnie des trois premiers du groupe A).

## Format de la compétition
Chaque équipe marque deux points en cas de victoire, un point en cas de défaite et de défaite par défaut (si l'équipe est réduite à moins de deux joueurs sur le terrain) et zéro point en cas de forfait (impossibilité pour une équipe d'aligner cinq joueurs au départ du match).
Pour départager les équipes à la fin des matchs de poules en cas d'égalité de points, les critères de la FIBA sont appliqués (dans l'ordre) :
1. résultat des matchs particuliers entre les équipes concernées ;
2. différence entre points marqués et encaissés entre les équipes concernées ;
3. différence entre points marqués et encaissés de tous les matchs joués ;
4. plus grand nombre de points marqués.

Les équipes terminant aux trois premières places sont qualifiées pour le second tour, où elles gardent les points acquis contre les autres équipes de leur groupe elles aussi qualifiées.
| Légende                           |
| --------------------------------- |
| Qualification pour le second tour |
| Élimination du championnat        |

## Classement
| Groupe B (Jesenice) |                    |     |   |   |     |     |      |     |
|                     | Équipe             | Pts | G | P | PP  | PC  | Diff | Dép |
| 1                   | Serbie             | 8   | 3 | 2 | 371 | 366 | +5   | +26 |
| 2                   | Lituanie           | 8   | 3 | 2 | 347 | 337 | +10  | -5  |
| 3                   | Lettonie           | 8   | 3 | 2 | 365 | 360 | +5   | -6  |
| 4                   | Bosnie-Herzégovine | 8   | 3 | 2 | 358 | 359 | -1   | -15 |
| 5                   | Monténégro         | 7   | 2 | 3 | 376 | 382 | -6   |     |
| 6                   | Macédoine          | 6   | 1 | 4 | 356 | 369 | -13  |     |

## Détails des matchs

### 4 septembre
| 4 septembre 2013 14 h 30 CEST | (en) Boxscore | Lettonie                                              | 86-75                    | Bosnie-Herzégovine                                 |  | Dvorana Podmežakla, Jesenice Affluence : 1 620 Arbitres : Ilías Koromilás Robert Vyklicky Apostolos Kalpakas |
| 4 septembre 2013 14 h 30 CEST | (en) Boxscore | Score par quart-temps : 20–20, 23–13, 19–24, 24–18    |                          |                                                    |  | Dvorana Podmežakla, Jesenice Affluence : 1 620 Arbitres : Ilías Koromilás Robert Vyklicky Apostolos Kalpakas |
| 4 septembre 2013 14 h 30 CEST | (en) Boxscore | Rolands Freimanis 24 Jānis Blūms 6 Jānis Strēlnieks 8 | Points Rebonds Passes d. | Nihad Đedović 19 Teletović, Wright 8 Zack Wright 2 |  | Dvorana Podmežakla, Jesenice Affluence : 1 620 Arbitres : Ilías Koromilás Robert Vyklicky Apostolos Kalpakas |

| 4 septembre 2013 17 h 45 CEST | (en) Boxscore | Macédoine                                            | 80-81                    | Monténégro                                           |  | Dvorana Podmežakla, Jesenice Affluence : 2 362 Arbitres : Guerrino Cerebuch Srdan Dozai Tomasz Trawicki |
| 4 septembre 2013 17 h 45 CEST | (en) Boxscore | Score par quart-temps : 24–25, 22–20, 21–19, 13–17   |                          |                                                      |  | Dvorana Podmežakla, Jesenice Affluence : 2 362 Arbitres : Guerrino Cerebuch Srdan Dozai Tomasz Trawicki |
| 4 septembre 2013 17 h 45 CEST | (en) Boxscore | Bo McCalebb 23 Antić, Samardžiski 6 Vlado Ilievski 5 | Points Rebonds Passes d. | Rice, Su. Šehović 16 Bojan Dubljević 6 Tyrese Rice 4 |  | Dvorana Podmežakla, Jesenice Affluence : 2 362 Arbitres : Guerrino Cerebuch Srdan Dozai Tomasz Trawicki |

| 4 septembre 2013 21 h 00 CEST | (en) Boxscore | Serbie                                                   | 63-56                    | Lituanie                                                   |  | Dvorana Podmežakla, Jesenice Affluence : 4 720 Arbitres : Juan Arteaga Emin Mogulkoc Saso Petek |
| 4 septembre 2013 21 h 00 CEST | (en) Boxscore | Score par quart-temps : 20-10, 13-17, 18-14, 12-15       |                          |                                                            |  | Dvorana Podmežakla, Jesenice Affluence : 4 720 Arbitres : Juan Arteaga Emin Mogulkoc Saso Petek |
| 4 septembre 2013 21 h 00 CEST | (en) Boxscore | Nenad Krstić 20 Nenad Krstić 9 N. Nedović, S. Marković 3 | Points Rebonds Passes d. | Mantas Kalnietis 17 Darjuš Lavrinovič 6 Mantas Kalnietis 3 |  | Dvorana Podmežakla, Jesenice Affluence : 4 720 Arbitres : Juan Arteaga Emin Mogulkoc Saso Petek |

### 5 septembre
| 5 septembre 2013 14 h 30 CEST | (en) Boxscore | Monténégro                                             | 72-73                    | Lettonie                                                 |  | Dvorana Podmežakla, Jesenice Affluence : 1 600 Arbitres : Guerrino Cerebuch Apostolos Kalpakas Saso Petek |
| 5 septembre 2013 14 h 30 CEST | (en) Boxscore | Score par quart-temps : 17-17, 20-20, 15-17, 20-19     |                          |                                                          |  | Dvorana Podmežakla, Jesenice Affluence : 1 600 Arbitres : Guerrino Cerebuch Apostolos Kalpakas Saso Petek |
| 5 septembre 2013 14 h 30 CEST | (en) Boxscore | Tyrese Rice 24 B. Sekulić, Su. Šehović 6 Tyrese Rice 5 | Points Rebonds Passes d. | Kristaps Janičenoks 15 Rolands Freimanis 7 Jānis Blūms 5 |  | Dvorana Podmežakla, Jesenice Affluence : 1 600 Arbitres : Guerrino Cerebuch Apostolos Kalpakas Saso Petek |

| 5 septembre 2013 17 h 45 CEST | (en) Boxscore | Bosnie-Herzégovine                                 | 67-77                    | Serbie                                                  |  | Dvorana Podmežakla, Jesenice Affluence : 5 100 Arbitres : Srđan Dozai Emin Mogulkoc Anton Makhlin |
| 5 septembre 2013 17 h 45 CEST | (en) Boxscore | Score par quart-temps : 16–28, 15–17, 18–19, 18–13 |                          |                                                         |  | Dvorana Podmežakla, Jesenice Affluence : 5 100 Arbitres : Srđan Dozai Emin Mogulkoc Anton Makhlin |
| 5 septembre 2013 17 h 45 CEST | (en) Boxscore | Nihad Đedović 17 Nihad Đedović 7 Nihad Đedović 5   | Points Rebonds Passes d. | Stefan Marković 15 Nemanja Bjelica 11 Nemanja Nedović 6 |  | Dvorana Podmežakla, Jesenice Affluence : 5 100 Arbitres : Srđan Dozai Emin Mogulkoc Anton Makhlin |

| 5 septembre 2013 21 h 00 CEST | (en) Boxscore | Lituanie                                                   | 75-67                    | Macédoine                                       |  | Dvorana Podmežakla, Jesenice Affluence : 4 020 Arbitres : Juan Arteaga Ilías Koromilás Robert Vyklický |
| 5 septembre 2013 21 h 00 CEST | (en) Boxscore | Score par quart-temps : 20–15, 19–18, 18–17, 18–17         |                          |                                                 |  | Dvorana Podmežakla, Jesenice Affluence : 4 020 Arbitres : Juan Arteaga Ilías Koromilás Robert Vyklický |
| 5 septembre 2013 21 h 00 CEST | (en) Boxscore | Mantas Kalnietis 17 Jonas Valančiūnas 7 Mantas Kalnietis 5 | Points Rebonds Passes d. | Vlado Ilievski 13 Pero Antić 8 Vlado Ilievski 4 |  | Dvorana Podmežakla, Jesenice Affluence : 4 020 Arbitres : Juan Arteaga Ilías Koromilás Robert Vyklický |

### 6 septembre
| 6 septembre 2013 14 h 30 CEST | (en) Boxscore | Monténégro                                         | 70-76                    | Bosnie-Herzégovine                              |  | Dvorana Podmežakla, Jesenice Affluence : 2 320 Arbitres : Juan Arteaga Emin Mogulkoc Anton Makhlin | Sport+ |
| 6 septembre 2013 14 h 30 CEST | (en) Boxscore | Score par quart-temps : 17-13, 20-21, 22-15, 11-27 |                          |                                                 |  | Dvorana Podmežakla, Jesenice Affluence : 2 320 Arbitres : Juan Arteaga Emin Mogulkoc Anton Makhlin | Sport+ |
| 6 septembre 2013 14 h 30 CEST | (en) Boxscore | Bojan Dubljević 16 Suad Šehović 14 Tyrese Rice 4   | Points Rebonds Passes d. | Mirza Teletović 18 Mirza Teletović 11 Đedović 5 |  | Dvorana Podmežakla, Jesenice Affluence : 2 320 Arbitres : Juan Arteaga Emin Mogulkoc Anton Makhlin | Sport+ |

| 6 septembre 2013 17 h 45 CEST | (en) Boxscore | Lettonie                                                 | 59-67                    | Lituanie                                                     |  | Dvorana Podmežakla, Jesenice Affluence : 3 000 Arbitres : Srđan Dozai Robert Vyklický Tomasz Trawicki | Sport+ |
| 6 septembre 2013 17 h 45 CEST | (en) Boxscore | Score par quart-temps : 17–22, 14–17, 14–13, 14–15       |                          |                                                              |  | Dvorana Podmežakla, Jesenice Affluence : 3 000 Arbitres : Srđan Dozai Robert Vyklický Tomasz Trawicki | Sport+ |
| 6 septembre 2013 17 h 45 CEST | (en) Boxscore | Rihards Kuksiks 13 Jānis Strēlnieks 6 Jānis Strēlnieks 3 | Points Rebonds Passes d. | Jonas Valančiūnas 11 Jonas Valančiūnas 10 Mantas Kalnietis 6 |  | Dvorana Podmežakla, Jesenice Affluence : 3 000 Arbitres : Srđan Dozai Robert Vyklický Tomasz Trawicki | Sport+ |

| 6 septembre 2013 21 h 00 CEST | (en) Boxscore | Macédoine                                          | 89-75                    | Serbie                                              |  | Dvorana Podmežakla, Jesenice Affluence : 5 500 Arbitres : Guerrino Cerebuch Apostolos Kalpakas Sašo Petek |
| 6 septembre 2013 21 h 00 CEST | (en) Boxscore | Score par quart-temps : 29–17, 19–15, 22–13, 19–30 |                          |                                                     |  | Dvorana Podmežakla, Jesenice Affluence : 5 500 Arbitres : Guerrino Cerebuch Apostolos Kalpakas Sašo Petek |
| 6 septembre 2013 21 h 00 CEST | (en) Boxscore | Bo McCalebb 27 Pero Antić 14 Pero Antić 3          | Points Rebonds Passes d. | Danilo Anđušić 19 Nenad Krstić 11 Stefan Marković 3 |  | Dvorana Podmežakla, Jesenice Affluence : 5 500 Arbitres : Guerrino Cerebuch Apostolos Kalpakas Sašo Petek |

### 8 septembre
| 8 septembre 2013 14 h 30 CEST | (en) Boxscore | Bosnie-Herzégovine                                | 62-54                    | Macédoine                                    |  | Dvorana Podmežakla, Jesenice Affluence : 4 700 Arbitres : Guerrino Cerebuch Robert Vyklický Apostolos Kalpakas |
| 8 septembre 2013 14 h 30 CEST | (en) Boxscore | Score par quart-temps : 16-15, 13-13, 12-17, 21-9 |                          |                                              |  | Dvorana Podmežakla, Jesenice Affluence : 4 700 Arbitres : Guerrino Cerebuch Robert Vyklický Apostolos Kalpakas |
| 8 septembre 2013 14 h 30 CEST | (en) Boxscore | Mirza Teletović 22 Zack Wright 12 Nihad Đedović 6 | Points Rebonds Passes d. | Bo McCalebb 19 Pero Antić 6 Vlado Ilievski 5 |  | Dvorana Podmežakla, Jesenice Affluence : 4 700 Arbitres : Guerrino Cerebuch Robert Vyklický Apostolos Kalpakas |

| 8 septembre 2013 17 h 45 CEST | (en) Boxscore | Serbie                                              | 80-71                    | Lettonie                                               |  | Dvorana Podmežakla, Jesenice Affluence : 3 200 Arbitres : Ilías Koromilás Emin Mogulkoc Tomasz Trawicki |
| 8 septembre 2013 17 h 45 CEST | (en) Boxscore | Score par quart-temps : 28–15, 10–13, 14–23, 22–18  |                          |                                                        |  | Dvorana Podmežakla, Jesenice Affluence : 3 200 Arbitres : Ilías Koromilás Emin Mogulkoc Tomasz Trawicki |
| 8 septembre 2013 17 h 45 CEST | (en) Boxscore | Nenad Krstić 25 Nikola Kalinić 11 Nemanja Nedović 4 | Points Rebonds Passes d. | Kristaps Janičenoks 18 Kaspars Bērziņš 9 Jānis Blūms 3 |  | Dvorana Podmežakla, Jesenice Affluence : 3 200 Arbitres : Ilías Koromilás Emin Mogulkoc Tomasz Trawicki |

| 8 septembre 2013 21 h 00 CEST | (en) Boxscore | Lituanie                                                      | 77-70                    | Monténégro                                       | OT | Dvorana Podmežakla, Jesenice Affluence : 3 000 Arbitres : Juan Artega Srđan Dozai Anton Makhlin | Sport+ |
| 8 septembre 2013 21 h 00 CEST | (en) Boxscore | Score par quart-temps : 19–19, 13–15, 19–13, 12–16, OT : 14–7 |                          |                                                  | OT | Dvorana Podmežakla, Jesenice Affluence : 3 000 Arbitres : Juan Artega Srđan Dozai Anton Makhlin | Sport+ |
| 8 septembre 2013 21 h 00 CEST | (en) Boxscore | Kšyštof Lavrinovič 24 Jonas Valančiūnas 10 Mantas Kalnietis 7 | Points Rebonds Passes d. | Tyrese Rice 19 Bojan Dubljević 6 Milko Bjelica 3 | OT | Dvorana Podmežakla, Jesenice Affluence : 3 000 Arbitres : Juan Artega Srđan Dozai Anton Makhlin | Sport+ |

### 9 septembre
| 9 septembre 2013 14 h 30 CEST | (en) Boxscore | Lettonie                                                       | 76-66                    | Macédoine                                   |  | Dvorana Podmežakla, Jesenice Affluence : 2 170 Arbitres : Srđan Dozai Apostolos Kalpakas Emin Mogulkoc |
| 9 septembre 2013 14 h 30 CEST | (en) Boxscore | Score par quart-temps : 27–16, 22–20, 13–16, 14–14             |                          |                                             |  | Dvorana Podmežakla, Jesenice Affluence : 2 170 Arbitres : Srđan Dozai Apostolos Kalpakas Emin Mogulkoc |
| 9 septembre 2013 14 h 30 CEST | (en) Boxscore | Bērziņš, Janičenoks 15 Bērziņš, Meiers 9 Kristaps Janičenoks 5 | Points Rebonds Passes d. | Pero Antić 16 Pero Antić 5 Vlado Ilievski 3 |  | Dvorana Podmežakla, Jesenice Affluence : 2 170 Arbitres : Srđan Dozai Apostolos Kalpakas Emin Mogulkoc |

| 9 septembre 2013 17 h 45 CEST | (en) Boxscore | Lituanie                                           | 72-78                    | Bosnie-Herzégovine                                    |  | Dvorana Podmežakla, Jesenice Affluence : 3 170 Arbitres : Elias Koromilas Tomasz Trawicki Anton Makhlin |
| 9 septembre 2013 17 h 45 CEST | (en) Boxscore | Score par quart-temps : 18–18, 12–13, 22–26, 20–21 |                          |                                                       |  | Dvorana Podmežakla, Jesenice Affluence : 3 170 Arbitres : Elias Koromilas Tomasz Trawicki Anton Makhlin |
| 9 septembre 2013 17 h 45 CEST | (en) Boxscore | Linas Kleiza 20 Linas Kleiza 10 Mantas Kalnietis 6 | Points Rebonds Passes d. | Mirza Teletović 31 Mirza Teletović 7 Nemanja Gordić 5 |  | Dvorana Podmežakla, Jesenice Affluence : 3 170 Arbitres : Elias Koromilas Tomasz Trawicki Anton Makhlin |

| 9 septembre 2013 21 h 00 CEST | (en) Boxscore | Monténégro                                         | 83-76                    | Serbie                                           |  | Dvorana Podmežakla, Jesenice Affluence : 4 200 Arbitres : Juan Arteaga Guerrino Cerebuch Sašo Petek |
| 9 septembre 2013 21 h 00 CEST | (en) Boxscore | Score par quart-temps : 19–25, 15–12, 20–21, 29–18 |                          |                                                  |  | Dvorana Podmežakla, Jesenice Affluence : 4 200 Arbitres : Juan Arteaga Guerrino Cerebuch Sašo Petek |
| 9 septembre 2013 21 h 00 CEST | (en) Boxscore | Tyrese Rice 12 Nikola Vučević 6 Aleksa Popović 6   | Points Rebonds Passes d. | Raško Katić 19 Đorđe Gagić 6 Bogdan Bogdanović 4 |  | Dvorana Podmežakla, Jesenice Affluence : 4 200 Arbitres : Juan Arteaga Guerrino Cerebuch Sašo Petek |

### Articles liés
1. Groupe A du Championnat d'Europe de basket-ball 2013
2. Groupe C du Championnat d'Europe de basket-ball 2013
3. Groupe D du Championnat d'Europe de basket-ball 2013